# Адам Филиповський
Адам Филиповський (в миру Адам Филиповський-Филипенко; 30 січня 1881, село Руда, Жидачівський повіт, Королівство Галичини і Лодомерії, Австро-Угорщина — 29 квітня 1956, Філадельфія, США) — український релігійний діяч, що ухилився в московський розкол Антонія Храповицького. Після Другої світової війни — єпископ Московської патріархії у США.

## Життєпис
Народився 30 січня 1881 в селі Руда Жидачівського повіту в Східній Галичині на території Австро-Угорщини в родині греко-католицького священника Аполінарія Филиповського (1853—1915), що належав до старовинного роду.
Після закінчення народного училища вступив до гімназії міста Бережани.
У гімназії вів таємний літературно-просвітницький гурток з вивчення української історії і літератури, що було заборонено в Австро-Угорщині. Закінчив гімназію в 1900.
Навчався у греко-католицькій Львівській духовній семінарії, але пізніше перейшов на юридичний факультет Львівського університету. Витримавши в 1903 перші державні іспити, виїхав до США, де став розміщувати свої статті в пресі, незабаром ставши редактором. Співав у архієрейському хорі, зустрічався з архіепископом Алеутським і Північноамериканським Тихоном Беллавіним, протоієреєм Олександром Хотовицьким і священником Олександром Немоловським, під впливом яких вирішив прийняти духовний сан.
У 1905 повернувся до Львова для завершення навчання у Львівському університеті.
У 1912 після закінчення університету знову виїхав до США.
Був одружений з удовою, що унеможливлювало його висвячення з точки зору церковних канонів.
14 вересня 1912 висвячений у сан диякона єпископом Олександром Немоловським, 17 вересня — на пресвітера.
Був приписаний до Михайлівської церкви в Філадельфії з метою організації при ній приходу. Продовжив пастирське служіння в Ньюарку (шт. Нью-Джерсі), а потім в Нью-Йорку.
У 1914 призначений настоятелем церкви Воскресіння Христового в Нью-Йорку. Одночасно викладав у Московській духовній семінарії в Тенафлаї (Нью-Джерсі), був членом Навчального комітету єпархії, редактором газети «Світ» і секретарем товариства «Ревнитель православ'я».
У 1916 архієпископом Алеутським Євдокимом Мещерським призначений благочинним православних парафій в Канаді, в тому ж році об'єднаних в Канадську єпархію. Допомагав єпископу Канадському Олександру Немоловському в здійсненні місії серед карпатських уніатів, брав участь у диспутах з ними. У 1916 керуючий Північноамериканською єпархією Російської православної церкви архієпископ Євдоким відгукнувся на праці архімандрита Адама наступними словами: «Радуюсь, что вы полюбили Канадийскую Русь и желаете потрудиться для нея» .
У 1917 призначений настоятелем Свято-Троїцького кафедрального собору в Вінніпезі (Канада).
У тому ж році, вже будучи вдівцем, був пострижений у чернецтво і зведений в сан архімандрита єпископом Канадським Олександром Немоловським. Через те, що єпископ Олександр бував у своїй єпархії лише наїздами, став фактичним її керівником.
24 жовтня 1922 піднесений до сану єпископа Канадського. Хіротонію звершили єпископ Пітсбурзький Стефан Дзюбан і єпископ Моравсько-Сілезький Горазд Павлик. Ця хіротонія була здійснена без згоди митрополита Платона Рождественського, який ще не вступив у повній мірі в управління Північноамериканською єпархією, у вкрай складній обстановці: втручання обновленців сприяло прискоренню процесу роздроблення єдиної православної єпархії в Північній Америці на кілька утворень за етнічною ознакою.
Єпископ Адам здійснював архіпастирське богослужіння для групи карпатських громад.
11 лютого 1930 року за наказом Архієрейського Синоду РПЦЗ був прийнятий «в церковно-молитовне спілкування і зі зняттям заборони у священнослужінні» з призначенням вікарієм архієпископа Північно-Американського і Канадського Апполінарія Кошового з правами і обов'язками за вказівкою архієпископа Аполінарія. 12 червня того ж року Архієрейський Синод РПЦЗ визначив його єпископом Пітсбурзьким, першим вікарієм Північно-Американської єпархії. Однак, не пізніше 1931 вийшов з послуху закордонної церкви.
У 1935 році увійшов до Північно-Американський митрополичий округ, очолюваний митрополитом всієї Америки і Канади Феофілом (Пашковським), і був призначений на Філадельфійську і Карпатську єпархію.
У 1936 возведений у сан архієпископа.
Направив прохання на ім'я Патріарха Московського і всієї Русі Сергія Страгородського про прийняття його в клір Російської православної церкви. 21 листопада 1944 Архієрейський собор Російської православної церкви після доповіді митрополита Крутицького Миколи Ярушевича прийнятий до складу єпископату Екзархату Російської православної церкви в Північній і Південній Америці, залишений в сані архієпископа.
У 1945 був ініціатором меморандуму, спрямованого послу СРСР і в ООН, про приєднання Холмщини, Лемківщини і Галичини до СРСР. Провів для цього в США з'їзди представників організацій, парафій і громадськості.
У 1946 і 1950 відвідував СРСР.
З 21 серпня по 31 жовтня 1947 тимчасово керував Екзархатом Російської православної церкви в Північній і Південній Америці.
У 1953 призначений Заступником Патріаршого Екзархату в Америці.
30 липня 1954, відповідно до прохання, звільнений на спокій за станом здоров'я з призначенням пенсії.
Помер 29 квітня 1956 року в Філадельфії. Похований на цвинтарі Маунт-Олівет в місті Маспет (штат Нью-Йорк).